# Stor-Bärsjön
Stor-Bärsjön är en sjö i Norrtälje kommun i Uppland och ingår i Skeboåns huvudavrinningsområde.